# Lista över avsnitt av Stålmannen
Detta är en lista över avsnitt av Stålmannen, som var en tecknad TV-serie, producerad av Warner Bros. Animation, och sändes mellan åren 1996 och 2000.

## Avsnitt

### Säsong 1 (1996–1997)
| Nr i serien | Nr i säsongen | Titel                     | Skurk(ar)                          | Regissör          | Manus                           | Sändningsdatum                  |
| --- | ------------- | ------------------------- | ---------------------------------- | ----------------- | ------------------------------- | ------------------------------- |
| 123 | 123           | "The Last Son of Krypton" | Brainiac, Lex Luthor & John Corben | Dan Riba          | Alan Burnett & Paul Dini        | 6 september 1996                |
| Den kryptoniske vetenskapsmannen Jor-El samlar data från ett istäckt område på planeten Krypton. Efter att ha fått proverna han behöver flyr Jor-El från en jordbävning och en attack från en kryptonisk varelse. Jor-El analyserar datan och upptäcker att stigande tryck från Kryptons kärna så småningom kommer att förstöra planeten. Datorn Brainiac, som ansvarar för att övervaka alla större operationer på Krypton, förnekar detta. Jor-El kan inte övertyga Kryptons ledare om planetens hotande undergång, och hans rekommendation att transportera alla kryptoner till Fantomzonen för att undkomma explosionen visar sig vara impopulär. När Jor-El konfronterar Brainiac i frågan märker han att den laddar ner all data som har samlats in om Krypton och förbereder sig för att fly med den i rymden. Brainiac avslöjar att han var medveten om Kryptons ökande tryck långt innan Jor-El, men beslutade sig för att inte informera befolkningen med slutsatsen att spara all information om den kryptoniska civilisationen skulle vara lika gynnsamt som att rädda den. Om Brainiac hade varit ärlig skulle den kryptoniska regeringen frenetiskt sätta datorn i arbete på en utrymningsplan och hindrat den från att hämta data i tid. Jor-El tänker öppna eld mot superdatorn, men bestämmer sig för att inte göra det som eventuellt skulle kunna utplåna alla minnen från Krypton. Brainiac beordrar den kryptoniska polisen att arrestera Jor-El, som dock lyckas undkomma dem för tillfället. Väl hemma skickar han och hans fru Lara sin ende son, Kal-El, ut i rymden ögonblicket innan planeten exploderar, som utplånar alla utom en av den kryptoniska rasen. Brainiac hade flytt till sin satellit precis innan. Kal-Els rymdskepp kraschlandar på den avlägsna planeten jorden, och han hittas av Jonathan och Martha Kent. Martha beslutar sig för att adoptera pojken, trots Jonathans protester, och namnger honom Clark. När flera år har passerat, under Clarks år i högskolan, upptäcker han att han har extraordinär snabbhet, styrka och att han till och med kan se igenom väggar. Han använder sina superkrafter för att rädda en familj i en olycka på en bensinstation, och hans flickvän Lana Lang blir förvånad över hans helskinnade tillstånd. Clark lär sig snart att han även har värmesyn, och efter att han visat för Jonathan att han kan smälta metall med sina ögon uttrycker han oro över hur onormal han är. Jonathan inser att det är dags att berätta hela sanningen för Clark. Han avslöjar Clarks utomjordiska ursprung, visar honom resterna efter rymdskeppet och ger honom ett inspelat meddelande från Jor-El och Lara. Ett par år har gått, och Clark bor numera i Metropolis och är reporter för Daily Planet. Miljardären Lex Luthor ger en demonstration av LexCorps senaste robotiska stridsdräkt när den plötsligt blir stulen av terrorister. En flygande man, klädd i blå trikåer och en röd kappa, dyker upp från ingenstans för att stoppa två av terroristerna. Den tredje terroristen avfyrar en missil mot ett plan, vilket tvingar Stålmannen att avbryta jakten för att rädda planet från att krascha i staden. Snart börjar rapporter om den märkliga nya superhjälten att visas på nyheterna, och Perry White säger till Lois Lane att göra en intervju. Samtidigt använder den undkomna terroristen, John Corben, stridsdräkten för att härja i staden. Efter en hård kamp lyckas Stålmannen besegra Corben och tar av honom dräkten, vilket slutar med det kända citatet "Ska vi gå några rundor utan dräkten?". Under tiden i rymden hämtar några utomjordingar Brainiacs satellit. Brainiac dödar utomjordingarna och tar över skeppet, varpå han länkar sig själv online med deras dator. Trivia: Det här är seriens första tredelade avsnitt. Trivia: Skådespelaren Tony Jay, som spelade Nigel St. John i ABC Television Networks Lois & Clark: The New Adventures of Superman, gjorde rösten till Sul-Van, Stålmannens morfar. Det här är seriens första tredelade avsnitt. |               |                           |                                    |                   |                                 |                                 |
| 4 | 4             | "Fun and Games"           | Toyman & Bruno Mannheim            | Kazuhide Tomonaga | Robert N. Skir & Marty Isenberg | 7 september 1996                |
| Gangstern Bruno Mannheim får problem med den mystiske Toyman, som använder leksaker och spel för att orsaka våldsamheter. Efter att ha blivit bortförd av Toyman får Lois reda på hans motivation. Hans far hade tagit ett lån från Mannheim och fått skulden för en av Mannheims kriminella verksamheter efter att polisen avslöjade den. |               |                           |                                    |                   |                                 |                                 |
| 5 | 5             | "A Little Piece of Home"  | Lex Luthor                         | Toshihiko Masuda  | Hilary J. Bader                 | 14 september 1996               |
| Under invigningen av ett museum försöker Stålmannen stoppa två rånare. Han misslyckas när han faller offer för förgiftningseffekterna av kryptonit, som är en av stenarna på utställningen. Lex Luthor ser övervakningsbandet med händelsen och fastställer att det måste vara Stålmannens enda svaghet. Luthor iscensätter en plan för att fånga Stålmannen genom att placera honom i närheten av stenen och göra slut på honom en gång för alla. |               |                           |                                    |                   |                                 |                                 |
| 6 | 6             | "Feeding Time"            | Parasite                           | Dan Riba          | Robert Goodman                  | 21 september 1996               |
| Vaktmästaren Rudy Jones råkar ut för en olycka med kärnavfall och blir Parasite. Han livnär sig på energi från andra, med Stålmannen som sitt främsta mål. Genom att göra detta får han reda på Stålmannens identitet. |               |                           |                                    |                   |                                 |                                 |
| 7 | 7             | "The Way of All Flesh"    | Lex Luthor & Metallo               | Kenji Hachizaki   | Stan Berkowitz                  | 19 oktober 1996                 |
| Genom Luthors bearbetning blir terroristen John Corben Metallo, en hudtäckt cyborg med ett kryptonithjärta. Luthor ger sedan superskurken uppdraget att döda Stålmannen, men Corben börjar ifrågasätta sin roll som Metallo. |               |                           |                                    |                   |                                 |                                 |
| 8 | 8             | "Stolen Memories"         | Lex Luthor & Brainiac              | Curt Geda         | Rich Fogel                      | 2 november 1996                 |
| Brainiac, som en gång var Kryptons allvetande planetariska dator, kommer till jorden som en del av sin informationsinsamlande färd över galaxen, och slår ihop sig med Lex Luthor under förutsättningen att ge tekniska framsteg till mänskligheten. Men som Stålmannen upptäcker är Brainiacs intentioner att förstöra jorden efter att ha samlat upp dess vetskap. |               |                           |                                    |                   |                                 |                                 |
| 910 | 910           | "The Main Man"            | Bevararen                          | Dan Riba          | Paul Dini                       | 9 november 199616 november 1996 |
| Den intergalaktiska prisjägaren Lobo anställs av Bevararen för att fånga Stålmannen. Bevararen är en samlare av sällsynta arter, och är besatt av att hålla hotade arter i fångenskap för att skydda dem från utrotning. Stålmannen, den siste kryptonen, är det senaste bytet i hans samling. Efter att ha insett att Lobo är den siste czarnianen (som dödat alla de andra själv) förråder han prisjägaren och lägger till honom i samlingen också. Stålmannen och Lobo slår ihop sig för att undkomma Bevararens innehav. Dessutom måste de kämpa mot ett vidrigt band av konkurrerande prisjägare som delar en vendetta mot Lobo. Trivia: Sherman Howard, som spelade Lex Luthor i TV-serien Superboy, dyker upp som Bevararen. |               |                           |                                    |                   |                                 |                                 |
| 11 | 11            | "My Girl"                 | Lex Luthor                         | Yuichiro Yano     | Hilary J. Bader                 | 23 november 1996                |
| Clarks kärlek från högskolan, Lana Lang, som nu är en berömd modedesigner, kommer till Metropolis där hon och Lex Luthor blir ett kändispar. Lana har fortfarande starka känslor för Clark, så hon bestämmer sig för att sätta sitt eget liv i fara genom att spionera på Luthors vapenförsäljning för att få komprometterande uppgifter. |               |                           |                                    |                   |                                 |                                 |
| 12 | 12            | "Tools of the Trade"      | Bruno Mannheim, Kanto & Darkseid   | Curt Geda         | Mark Evanier                    | 1 februari 1997                 |
| Bruno Mannheims gäng terroriserar Metropolis med högteknologiska vapen från en mystisk hjälpare (Darkseids undersåte Kanto) medan SCU-inspektören Dan Turpin går på en personlig jakt efter svar. Turpin har varit ett ämne för mediaskämt om att Stålmannen måste göra allt, tills Stålmannen visar att det faktiskt var Turpin som räddade Stålmannens liv genom att stoppa en av de dödliga vapnen. I slutet möter Mannheim sin nya chef, den onde härskaren Darkseid, vars mål är att erövra universum och fylla Mannheim med rädsla. |               |                           |                                    |                   |                                 |                                 |
| 13 | 13            | "Two's a Crowd"           | Earl Garver & Parasite             | Hiroyuki Aoyama   | Stan Berkowitz                  | 15 februari 1997                |
| När den förbittrade forskaren Earl Garver går i koma innan han avslöjar platsen för en tickande bomb lejer Stålmannen Parasite för att tömma informationen från Garvers sinne. Det blir då en intern kamp i Parasites sinne när Earl försöker fresta honom med maktvisioner medan Rudy Jones hävdar att det bästa vore att desarmera bomben och acceptera belöningen för bättre levnadsvillkor samtidigt som han avtjänar fängelsestraffet. |               |                           |                                    |                   |                                 |                                 |

### Säsong 2 (1997–1998)
| Nr i serien | Nr i säsongen | Titel                  | Skurk(ar)                                       | Regissör          | Manus | Sändningsdatum                   |
| --- | ------------- | ---------------------- | ----------------------------------------------- | ----------------- | --- | -------------------------------- |
| 1415 | 12            | "Blasts From the Past" | Jax-Ur & Mala                                   | Dan Riba          | Robert Goodman | 8 september 19979 september 1997 |
| Under upptäckten av projektorn till Fantomzonen i sitt rymdskepp frigör Stålmannen en fånge som svävar runt i den. Hon är en krypton med namnet Mala, och hon får snart samma krafter som Stålmannen har. Hon blir snart makthungrig, och Stålmannen anser att hon måste återvända till Fantomzonen. Efter det här hotet använder Mala projektorn för att frigöra sin general, Jax-Ur. Efter att Jax-Ur fått sina krafter fångar han och Mala Stålmannen i Fantomzonen, förstör projektorn och påbörjar sin erövring av jorden. Med hjälp från professor Hamilton måste Stålmannen hitta ett sätt att fly från Fantomzonen och tampas med de två korrupta soldaterna. |               |                        |                                                 |                   | |                                  |
| 16 | 3             | "The Prometheon"       | The Prometheon                                  | Nobuo Tomizawa    | Stan Berkowitz & Alan Burnett                                                                                      | 12 september 1997                |
| Under ett uppdrag i rymden upptäcker Stålmannen en massiv humanoidisk stenjätte med namnet Prometheon som fastnat på en asteroid. Prometheon bryter sig loss och han faller mot Metropolis. Det orsakar förödelse och ackumulerar energi genom att suga upp värme från eldkraft och kraftverk. Avsnittet är uppkallat efter Prometheus, som stal elden från de grekiska gudarna. |               |                        |                                                 |                   | |                                  |
| 17 | 4             | "Speed Demons"         | Weather Wizard                                  | Toshihiko Masuda  | Rich Fogel | 13 september 1997                |
| Stålmannen och The Flash tävlar i en välgörenhetslöpning runt om i världen för att avgöra vem som verkligen är den snabbaste mannen. Samtidigt har en galning som kallar sig Weather Wizard samlat på sig tillräckligt med kraft för att skapa förödande stormar över hela världen. Stålmannen och Flash tar en paus i sitt lopp, slår ihop sig och söker upp den stormframkallande skurken. Trivia: I det här avsnittet visar sig Metropolis vara New York på en karta. Avsnittet är baserat på en serieupplaga där Stålmannen och Flash har en kapplöpning för att avgöra vem som är snabbast. |               |                        |                                                 |                   | |                                  |
| 18 | 5             | "Livewire"             | Livewire                                        | Curt Geda         | Evan Dorkin & Sarah Dyer                                                                                           | 13 september 1997                |
| Leslie Willis, en gemen utsändare och beryktad kritiker av Stålmannen, har en rockkonsert under ett åskväder. När blixten slår ner på Willis blir hon missfärgad, och hon förvandlas till den elektricitetskontrollerande superskurken Livewire. Stålmannen måste hitta hennes svaghet innan hon suger staden tom på elektricitet. |               |                        |                                                 |                   | |                                  |
| 19 | 6             | "Identity Crisis"      | Bizarro                                         | Curt Geda         | Robert Goodman & Joe R. Lansdale                                                                                   | 15 september 1997                |
| Stålmannen möter en klon av sig själv, som sönderfaller till en bristfällig version med öknamnet Bizarro. Klonen hävdar hela tiden att han är den riktige Stålmannen tills han upptäcker sanningen om hans ursprung, en hemlig kloningsoperation i bergen, som leds av ingen mindre än Lex Luthor. Lex hoppas kunna skapa en armé av stålmän till sitt förfogande. |               |                        |                                                 |                   | |                                  |
| 20 | 7             | "Target"               | Edward Lytener                                  | Curt Geda         | Hilary Bader | 19 september 1997                |
| Lois finner sig själv dödshotad av förföljaren och den tidigare LexCorp-anställde Edward Lytener. Stålmannen räddar henne ett flertal gånger från mordförsöken, men han kan inte skydda henne 24 timmar om dygnet… |               |                        |                                                 |                   | |                                  |
| 21 | 8             | "Mxyzpixilated"        | Mister Mxyzptlk                                 | Dan Riba          | Paul Dini | 20 september 1997                |
| En kraftfull imp från den femte dimensionen med namnet Mister Mxyzptlk börjar irritera Stålmannen genom att dyka upp var nittionde dag för att orsaka problem och bus. Den komiska skurken blir mer och mer förargad eftersom Stålmannen upprepande gånger lurar honom till att säga sitt eget namn baklänges, vilket skickar honom tillbaka till den femte dimensionen. Mr Mxyzptlk återvänder med propositionen att Stålmannen måste få honom att säga eller stava sitt eget namn baklänges två gånger i rad, och lovar därefter att lämna Stålmannen ifred för evigt. |               |                        |                                                 |                   | |                                  |
| 22 | 9             | "Action Figures"       | Metallo                                         | Kenji Hachizaki   | Hilary Bader | 20 september 1997                |
| Den minneslöse Metallo återuppstår från havet och kommer i land på en vulkanisk ö. Två barn hittar honom och gör honom till sin vän. När Metallo gradvis börjar återfå minnet av sitt förflutna blir han ond igen och söker hämnd mot Stålmannen. |               |                        |                                                 |                   | |                                  |
| 23 | 10            | "Double Dose"          | Parasite & Livewire                             | Yuichiro Yano     | Hilary Bader | 22 september 1997                |
| Livewire rymmer från fängelset, ivrig att straffa Stålmannen för att ha satt henne där. Hon slår sig samman med Parasite för att orsaka förödelse ännu en gång. |               |                        |                                                 |                   | |                                  |
| 24 | 11            | "Solar Power"          | Luminus                                         | Kazuhide Tomonaga | Robert Goodman | 26 september 1997                |
| Lois förföljare, Edward Lytener, återvänder som Luminus för att söka hämnd mot Stålmannen med ett sätt att få hans krafter att avta genom att tona solljuset rött för att matcha den röda kryptoniska solen. Han binder och sätter munkavle på Jimmy och Lois för att använda dem som bete för Stålmannen, som slutligen räddar dem. |               |                        |                                                 |                   | |                                  |
| 25 | 12            | "Brave New Metropolis" | Lex Luthor                                      | Curt Geda         | Stan Berkowitz & Alan Burnett                                                                                      | 27 september 1997                |
| Lois hamnar i ett parallellt universum till Metropolis där Luthor och Stålmannen arbetar tillsammans och styr som diktatorer. I denna värld har den alternativa Lois Lane blivit dödad, och hennes död har traumatiserat Stålmannen till att gå samman med Lex för att skapa en kontrollerande polisstat. När Lois får veta hur mycket Stålmannen bryr sig om henne söker hon desperat en väg tillbaka hem så hon kan dela sina verkliga känslor med honom också. |               |                        |                                                 |                   | |                                  |
| 26 | 13            | "Monkey Fun"           | Titano                                          | Curt Geda         | Evan Dorkin & Sarah Dyer                                                                                           | 27 september 1997                |
| En apa hittas svävande i rymden efter att ha återvänt från flera år av skendöd i sitt skepp. Det visar sig att apan, som heter Titano, var en älskad vän till Lois under hennes barndom. I rymden kom dock Titano i kontakt en radioaktiv asteroid, vilket leder till att han muteras på jorden och blir ett stort problem för Stålmannen och Metropolis. Trivia: Avsnittet är baserat på avsnittet "The Chimp Who Made It Big" från den Filmation-producerade serien "New Adventures of Superman". |               |                        |                                                 |                   | |                                  |
| 27 | 14            | "Ghost in the Machine" | Lex Luthor & Brainiac                           | Hiroyuki Aoyama   | Rich Fogel | 29 september 1997                |
| Brainiacs medvetande tar kontroll över LexCorps datorsystem och fångar Luthor i hans eget laboratorium, varefter Brainiac tvingar honom att återuppbygga hans kropp i hemlighet. Efter att Clark frågar varför Lex saknas på hans kontor slår Stålmannen och Mercy Graves ihop sig för att undersöka hans försvinnande. |               |                        |                                                 |                   | |                                  |
| 28 | 15            | "Father's Day"         | Kalibak                                         | Dan Riba          | Mark Evanier & Steve Gerber                                                                                        | 3 oktober 1997                   |
| För att ställa in sig hos sin far (Darkseid) tar sig den brutale New God-anslutne Kalibak till jorden för att förgöra Stålmannen. Under tiden är Clarks föräldrar Jonathan och Marta på besök hos honom i Metropolis för fars dag. Staden tar stor skada när de två sönerna slåss i den. |               |                        |                                                 |                   | |                                  |
| 293031 | 161718        | "World's Finest"       | Jokern, Harley Quinn, Lex Luthor & Mercy Graves | Toshihiko Masuda  | Alan Burnett, Paul Dini & Rich FogelAlan Burnett, Paul Dini & Steve GerberAlan Burnett, Paul Dini & Stan Berkowitz | 4 oktober 1997                   |
| Jokern stjäl en stor bit kryptonit och anländer sedan till Metropolis med erbjudandet att döda Stålmannen för Lex Luthor i utbyte mot en miljard dollar. Under tiden är Bruce Wayne på besök i Metropolis för att förhandla om en affär med Lex. Bruce använder även detta tillfälle till att förklä sig som Batman och jaga clownen. Stålmannen använder sin röntgensyn för att upptäcka Batmans identitet medan Batman använder en spårningsenhet på Stålmannens kappa för att upptäcka hans. Jokern kidnappar Lois Lane och använder henne som bete i ett försök att döda Stålmannen. Han håller henne bunden och munkavlad i sin lya och skickar ett videomeddelande till Stålmannen där han avslöjar sitt tillhåll. Stålmannen bär en dräkt av bly, men Jokern använder syra från sin blomma för att smälta dräkten. Batman lyckas stoppa honom och rädda båda två, vilket får Lex Luthor att bli mycket förargad. Han ger därefter Jokern en sista chans att besegra de två hjältarna. Efter Jokerns misslyckade att besegra Stålmannen och Batman försöker Lex Luthor att dra sig ur affären genom att döda honom. Detta misslyckas och leder istället till att den sinnessjuka brottslingen hämnas genom att förstöra Metropolis i en gigantisk vinge medan han använder den andra halvan av kryptoniten för att försöka stoppa Stålmannen. Det är i slutändan upp till Stålmannen och Batman att stoppa detta vansinne. Trivia: Detta tredelade avsnitt innehåller fyra av DC:s mest populära figurer. Det släpptes senare på DVD som "The Batman Superman Movie". |               |                        |                                                 |                   | |                                  |
| 32 | 19            | "Bizarro's World"      | Bizarro                                         | Hiroyuki Aoyama   | Robert Goodman | 10 oktober 1997                  |
| Efter att ha besökt Stålmannens isolerade tillhåll ser Bizarro förstörelsen av Krypton. I tron att detta är hans eget förflutna konstruerar Bizarro ett nytt "Krypton" i centrala Metropolis med avsikt att spränga det på samma sätt som Krypton exploderade. |               |                        |                                                 |                   | |                                  |
| 33 | 20            | "The Hand of Fate"     | Karkull                                         | Dan Riba          | Hilary Bader & Stan Berkowitz                                                                                      | 11 oktober 1997                  |
| När en ond demon med namnet Lord Karkull släpps fri försöker Stålmannen värva assistans från den numera ointresserade magikern och superhjälten Doctor Fate. |               |                        |                                                 |                   | |                                  |
| 34 | 21            | "Prototype"            | CoreyPe Mills                                   | Curt Geda         | Hilary Bader | 11 oktober 1997                  |
| LexCorp och John Henry Irons konstruerar en kraftfull prototypisk robot till Metropolis SCU, som Lex hoppas kommer att göra Stålmannens tjänster onödiga. SCU-tjänstemannen som styr roboten, sergeant Mills, visar sig först vara en användbar partner till Stålmannen, men roboten gör honom senare korrupt, vilket gör honom våldsamt instabil. Irons motverkas över misslyckandet av sitt projekt, men Stålmannen övertygar honom att det skulle vara ett värdefullt verktyg om Irons kan hitta ett sätt att stabilisera den. |               |                        |                                                 |                   | |                                  |
| 35 | 22            | "The Late Mr. Kent"    | Kurt Bowman                                     | Kenji Hachizaki   | Stan Berkowitz | 1 november 1997                  |
| Clark Kent har bevis för att rentvå en dödsdömd man, men situationen kompliceras när Stålmannen överlever ett mordförsök på Clark som planerades av den korrupte detektiven Bowman. Stålmannen vill inte avslöja sin dubbla identitet, men han vill heller inte att en oskyldig man ska dödas för ett brott som han inte begått. Utredningen avslutas med en twist, plus en viss persons chockartade insikt. |               |                        |                                                 |                   | |                                  |
| 36 | 23            | "Heavy Metal"          | Metallo                                         | Curt Geda         | Hilary Bader | 8 november 1997                  |
| John Henry Irons, en före detta anställd hos LexCorp, hjälpte Luthor att konstruera en kraftfull robot i avsnittet Prototype. På senare tid har han konstruerat en ny, avancerad dräkt till sig själv. När Stålmannen överraskas av Metallos återkomst måste Irons förklä sig som Steel för att hjälpa Stålmannen. |               |                        |                                                 |                   | |                                  |
| 37 | 24            | "Warrior Queen"        | De'Cine                                         | Curt Geda         | Hilary Bader | 22 november 1997                 |
| Maxima, den fåfänga drottningen av ett utomjordiskt imperium, upptäcker sin drömmake – Stålmannen. Hon för Stålmannen tillbaka till sin hemplanet, där hon får reda på att hon har blivit avsatt på grund av ett missnöje mot henne. |               |                        |                                                 |                   | |                                  |
| 3839 | 2526          | "Apokolips...Now!"     | Bruno Mannheim, Darkseid & Steppenwolf          | Dan Riba          | Rich Fogel & Bruce W. Timm                                                                                         | 7 februari 199814 februari 1998  |
| Bruno Mannheim och hans gäng har återvänt till jorden, men deras upptåg är bara ett förspel till Darkseids fullskaliga angrepp på jorden och Stålmannen. Den modige officeren Dan Turpin hjälper Stålmannen att slåss mot svärmar av Apokolips demoner. Detta fortsätter tills en krigare från New Genesis med namnet Orion anländer för att hjälpa dem i kriget. Orion, som blir allvarligt skadad, förs till STAR Labs för medicinsk hjälp. Orion återhämtar sig snabbt och förklarar de viktigaste omständigheterna i historien mellan de två världarna och att Darkseid försöker erövra jorden. Snart anländer Darkseids styrkor och iscensätter en attack på flygbasen, som stöts bort av Stålmannen, Orion och SCU. Efter ett lyckat försök att stoppa Darkseids planer påbörjas invasionen av jorden, och Stålmannen fångas och torteras. Folket i Metropolis står emot och försöker bekämpa den onde härskaren. Även efter att ha sett Stålmannen besegrad och paraderad genom gatorna fortsätter medborgarna i Metropolis att slå tillbaka som stöd till Stålmannen. Stålmannen lyckas befria sig från sina bojor och därefter anländer en flotta av New Genesis fartyg för att stoppa Darkseid. Orion informerar Darkseid om att härskaren över New Genesis, den kloke och mäktige Highfather, har placerat jorden under sitt beskydd och att han kommer att avbryta fredsfördraget mellan New Genesis och Apokolips om invasionen fortsätter. Darkseid avbryter anfallet, och som en sista akt av illvilja vaporiserar han Dan Turpin. Stålmannen går ilsken av sorg och förstör en tank. Senare, på en solig sluttning med en stor folkmassa, hålls en judisk begravning för fallna polismän och en rabbin sjunger Kaddish för Turpin. Stålmannen säger sitt farväl till sin vän: "I slutet behövde världen inte en stålman, bara en modig man". Trivia: Dessa avsnitt introducerar även historien bakom New Genesis och Apokolips, och hur Highfather och Darkseid bytte söner som en del av ett stillestånd. Detta avsnitt är tillägnat Jack Kirby. |               |                        |                                                 |                   | |                                  |
| 4041 | 2728          | "Little Girl Lost"     | Granny Goodness & Darkseid                      | Curt Geda         | Alan Burnett, Paul Dini, Evan Dorkin & Sarah DyerEvan Dorkin, Sarah Dyer & Rich Fogel                              | 2 maj 1998                       |
| Stålmannen upptäcker Kara, den sista överlevaren från en kryptonisk koloni med namnet Argo, som tar sig identiteten som hans kusin och blir Stålflickan. Angelägen om att bekämpa brott precis som Stålmannen får Kara snart mer än vad hon bad om. Hon och Jimmy Olsen snubblar in på en skurkaktig operation av två tonåringar, som leds av den sadistiska Granny Goodness. Stålflickan och Jimmy lyckas avsluta Grannys manipulativa grepp på tonåringarna, men härskarinnan över Apokolips vill ha hämnd. Hon framkallar Female Furies för att lära Stålflickan en läxa. Plötsligt anländer Stålmannen till undsättning och slåss mot Furies. Efter ett tag lyckas de besegra honom och för honom till Apokolips, där han får möta Darkseid. Det är nu upp till Stålflickan att rädda sin länge försvunna kusin. |               |                        |                                                 |                   | |                                  |

### Säsong 3 (1998-1999)
| Nr i serien | Nr i säsongen | Titel                 | Skurk(ar)                                                                  | Regissör         | Manus                          | Sändningsdatum    |
| --- | ------------- | --------------------- | -------------------------------------------------------------------------- | ---------------- | ------------------------------ | ----------------- |
| 42 | 1             | "Where There's Smoke" | Volcana                                                                    | Dan Riba         | Hilary J. Bader                | 19 september 1998 |
| Stålmannen träffar på en hetlevrad, övermänsklig tjuv med namnet Volcana. Hon besitter eldkrafter och är på flykt från en hemlig statlig myndighet. Med hjälp från en telekinetisk psykolog hoppas Stålmannen på att lokalisera och hjälpa den missriktade Volcana innan hennes låga släcks permanent. |               |                       |                                                                            |                  |                                |                   |
| 43 | 2             | "Knight Time"         | Brainiac, Bruce Wayne (hypnotiserad), Hattmakaren, Bane, Gåtan & Pingvinen | Curt Geda        | Robert Goodman                 | 10 oktober 1998   |
| Stålmannen får reda på att Batman har varit försvunnen från Gotham under en tid. Han hittar Robin, som har bekämpat all brottslighet under Batmans frånvaro, såsom skurkarna Bane, Hattmakaren och Gåtan. Förklädd till Batman hjälper Stålmannen Robin att undersöka varför hans partner har försvunnit, vilket leder dem till en konfrontation med Brainiac. |               |                       |                                                                            |                  |                                |                   |
| 44 | 3             | "New Kids in Town"    | Brainiac                                                                   | Butch Lukic      | Stan Berkowitz & Rich Fogel    | 31 oktober 1998   |
| Det är nu slutet av 2000-talet, och den evige skurken Brainiac har funnit ett sätt att resa tillbaka i tiden. Han återvänder till Smallville för att förgöra Clark Kent innan han kan bli Stålmannen. Tre legioner av superhjältar från framtiden reser också tillbaka i tiden för att hjälpa Clark att besegra Brainiac. |               |                       |                                                                            |                  |                                |                   |
| 45 | 4             | "Obsession"           | Toyman                                                                     | Dan Riba         | Andrew Donkin & Ron Fogelman   | 14 november 1998  |
| Lana Lang är i Metropolis för att leda en rad modevisningar som presenterar den senaste toppmodellen, Darci. Det har skett ett flertal attacker mot dessa föreställningar. Alla har innehållit robotar och leksaker som skickats av den förvridne Toyman. Han försöker kidnappa Darci, men vad hon har för relation med honom är ett mysterium. Detta skulle senare följas upp i Static Shock-avsnittet "Toys in the Hood". |               |                       |                                                                            |                  |                                |                   |
| 46 | 5             | "Little Big Head Man" | Mister Mxyzptlk & Bizarro                                                  | Shin-Ichi Tsuji  | Paul Dini & Robert Goodman     | 21 november 1998  |
| Mister Mxyzptlk återvänder och lurar Bizarro till att attackera Stålmannen. Stålmannen måste använda både muskler och hjärna för att slåss mot den formidabla duon. |               |                       |                                                                            |                  |                                |                   |
| 47 | 6             | "Absolute Power"      | Jax-Ur & Mala                                                              | Butch Lukic      | Hilary J. Bader & Alan Burnett | 16 januari 1999   |
| Jax-Ur och Mala har rymt från Fantomzonen och har underkuvat en hel planet, och har ironiskt nog döpt den till "New Krypton". Efter att ha räddat ett okontrollerat rymdskepp från ett svart hål hamnar Stålmannen på New Krypton. Först känner han att han borde låta Jax-Ur och Mala styra som de vill, men han ändrar uppfattning när han ser att de i hemlighet skapar en flotta med avsikt att attackera jorden. Trivia: Sarah Douglas från Superman – The Movie och Superman II – Äventyret fortsätter ersatte Leslie Easterbrook som Mala. |               |                       |                                                                            |                  |                                |                   |
| 48 | 7             | "In Brightest Day..." | Sinestro                                                                   | Butch Lukic      | Hilary J. Bader                | 6 februari 1999   |
| En medlem ur Green Lantern Corps kraschlandar på jorden och ger sin ring till Kyle Rayner, en artist på Daily Planet, som blir den nye Gröna lyktan. Med Stålmannens hjälp lär sig Kyle om ringens krafter och blir snart en värdefull partner. De arbetar tillsammans för att slåss mot den makthungrige, hänsynslöse motståndaren Sinestro. Trivia: Detta är Kyle Rayners enda större framträdande som jordens gröna lykta i DCAU (han visas kortvarigt i två avsnitt av Justice League som en bifigur, och han talar endast i ett av dem). Hyllningen ges till Hal Jordan, med bägge hans ursprung givna till Rayner och hjälten som kastas in i hans plan samtidigt som denne bekämpar Sinestro vid Broom Lake Airs flygbas. Innan han hämtar sin ring slåss även Rayner mot en icke-namngiven rånare som ser ut ungefär som Guy Gardner. |               |                       |                                                                            |                  |                                |                   |
| 49 | 8             | "Superman's Pal"      | Metallo                                                                    | Kazumi Fukushima | Robert Goodman                 | 20 februari 1999  |
| Jimmy Olsen får ofrivillig uppmärksamhet efter att nyhetsreportern Angela Chen dubbar honom till "Stålmannens polare". Jimmy råkar snart ut för mer problem än vanligt så att Stålmannen måste komma till undsättning oftare. Under tiden har Jimmy börjat dejta en ung anställd på Daily Planet, som har en "dragning till metall". Hon använder Jimmy för att lura in Stålmannen i en fälla, en konfrontation med en av hans starkaste fiender – Metallo. |               |                       |                                                                            |                  |                                |                   |
| 50 | 9             | "A Fish Story"        | Lex Luthor                                                                 | Shin-Ichi Tsuji  | Hilary J. Bader & Rich Fogel   | 8 maj 1999        |
| Havsvarelser har börjar uppföra sig märkligt och aggressivt på senare tid. Det visar sig att Lex Luthor genomför ett oetiskt undervattensexperiment och har även fångat in den legendariske Aquaman. Lois och Clark måste hjälpa Aquaman innan ett krig bryter ut mellan jorden och staden Atlantis. |               |                       |                                                                            |                  |                                |                   |
| 51 | 10            | "Unity"               | Unity                                                                      | Shin-Ichi Tsuji  | Paul Dini & Rich Fogel         | 15 maj 1999       |
| Stålflickan måste rädda Smallville och världen från Reverend, ett gigantiskt monster som tagit formen som en mänsklig pastor med namnet Powell, liksom dess mästare, en ännu större utomjordisk parasit som eftersträvar att sammanbinda jordens invånare i en ständig enhet. |               |                       |                                                                            |                  |                                |                   |

### Säsong 4 (1999–2000)
| Nr i serien | Nr i säsongen | Titel              | Skurk(ar)                                                   | Regissör          | Manus                        | Sändningsdatum                  |
| --- | ------------- | ------------------ | ----------------------------------------------------------- | ----------------- | ---------------------------- | ------------------------------- |
| 52 | 1             | "The Demon Reborn" | Ra's Al Ghul, Talia Al Ghul och medlemmarna i Shadow League | Dan Riba          | Rich Fogel                   | 18 september 1999               |
| Ra's Al Ghul och hans Society of Shadows anländer till Metropolis för att stjäla en mytisk stav från en utställning. Staven kan användas för att stjäla Stålmannens krafter och överföra dem till Ra’s. Det är upp till Batman att hitta och rädda Stålmannen från sin odödlige fiende. Trivia: David Warner, som gjorde rösten till Ra's Al Ghul, spelade tidigare Jor-El i Lois & Clark i avsnittet "Foundling". |               |                    |                                                             |                   |                              |                                 |
| 5354 | 23            | "Legacy"           | Darkseid, Granny Goodness & Lex Luthor                      | Curt GedaDan Riba | Rich Fogel Dini & Rich Fogel | 5 februari 200012 februari 2000 |
| Darkseid hjärntvättar Stålmannen till att tro att han växte upp på Apokolips och att han är lojal till den mörke härskaren. Stålmannen har varit försvunnen från Metropolis under en tid, så Stålflickan ansvarar för att hålla staden lugn. Darkseid släpper ner Stålmannen på jorden för att han anser att det är hög tid för sitt offer att attackera sin egen antagna hemvärld. Lex Luthor stoppar invasionen genom att tillfälligt försvaga Stålmannen. Mannen av stål får tid att återhämta sig från Darkseids kontroll, men han är fängslad av militären och döms till döden. Lois hjälper Stålmannen att fly så att han kan jaga efter Darkseid. På Apokolips har de två titanerna en stor kamp för att avsluta serien. |               |                    |                                                             |                   |                              |                                 |

## Crossovers
| Nr. | S    | Titel              | Regissör    | Manus | Serie                     | Sändningsdatum                   |
| --- | ---- | ------------------ | ----------- | --- | ------------------------- | -------------------------------- |
| 1 | 20   | "Girls' Night Out" | Curt Geda   | Hilary J. Bader | The New Batman Adventures | 17 oktober 1998                  |
| Stålflickan måste slå ihop sig med Batgirl för att besegra Poison Ivy, Harley Quinn och Livewire i Gotham City medan Batman och Stålmannen är oförmögna att hjälpa dem. |      |                    |             | |                           |                                  |
| 23 | 4647 | "The Call"         | Butch Lukic | Synopsis av : Alan Burnett & Paul Dini Manus av : Hilary J. Bader & Rich Fogel Synopsis av : Alan Burnett & Paul Dini Manus av : Stan Berkowitz | Batman Beyond             | 11 november 200018 november 2000 |
| Superman drar in Batman (Terry McGinnis) i Justice League när han misstänker att det finns en förrädare bland dem. Christopher McDonald gjorde rösten till den äldre Stålmannen, som även gjorde rösten till Jor-El. För att komma till botten med problemet i Justice League måste den nye Batman slåss mot sina egna kamrater, inklusive Stålmannen själv. |      |                    |             | |                           |                                  |
| 4 | 36   | "Toys in the Hood" | ?           | Synopsis av : Ernie Altbacker & John Semper Jr. Manus av : John Ridley                                                                          | Static Shock              | 3 maj 2003                       |
| Static slår ihop sig med Stålmannen när Stålmannens gamla fiende Toy Man dyker upp i Dakota. Detta Static Shock-avsnitt var avsett att knyta ihop ett par lösa trådar från seriens avsnitt Obsession. Justice League-rollinnehavaren George Newbern gjorde rösten till Stålmannen.                                                                           |      |                    |             | |                           |                                  |

### Fotnoter
1. ↑  ”Superman: The Animated Series” (på engelska). TV.com. http://www.tv.com/shows/superman-the-animated-series/. Läst 11 december 2015.